# 티오네델리아브루치
티오네델리아브루치(이탈리아어: Tione degli Abruzzi)는 이탈리아 아브루초주 라퀼라도에 있는 코무네이다.